# Lanariaceae
Classification APG III (2009)
Famille
Répartition géographique
La famille des Lanariacées regroupe des plantes monocotylédones ; elle ne comprend qu'un seul genre et qu'une seule espèce : Lanaria plumosa. C'est une plante endémique d'Afrique du Sud.
Cette famille n'existe pas en classification classique de Cronquist (1981).

## Étymologie
Le nom vient du genre Lanaria qui dérive du latin lan, lanat (laine, laineux) en référence aux capitules blancs densément laineux. De fait, en Afrique du Sud, la plante est communément nommée « Cape edelweiss » (edelweiss du Cap) ou « lamb-tail » (queue d'agneau).

## Liste des genres
Selon World Checklist of Selected Plant Families (WCSP) (16 avr. 2010), Angiosperm Phylogeny Website (18 mai 2010) et NCBI (16 avr. 2010) :
- genre Lanaria (en) Aiton (1789)

## Liste des espèces
Selon World Checklist of Selected Plant Families (WCSP) (16 avr. 2010) et NCBI (16 avr. 2010) :
- genre Lanaria Aiton (1789)
  - Lanaria lanata  (L.) T.Durand & Schinz (1894)